# إل. ك. بيدرسن
إل. ك. بيدرسن (بالإنجليزية: L. C. Pedersen)‏ هو سياسي أمريكي، ولد في 10 مايو 1862، وتوفي في 16 فبراير 1929. انتخب عضو مجلس نواب مينيسوتا.